# Bach (Austria)
Bach es un municipio situado en el distrito de Reutte, en el estado de Tirol, Austria. Tiene una población estimada, a principios del año 2023, de 653 habitantes.
Está ubicada al noroeste del estado, al oeste de la ciudad de Innsbruck —la capital del estado— y cerca de las montañas alpinas de Wetterstein y Tannheim, y de la frontera con Alemania (estado de Baviera).